# Apolysis cinerea
Apolysis cinerea är en tvåvingeart som först beskrevs av Seguy 1926.  Apolysis cinerea ingår i släktet Apolysis och familjen svävflugor. Inga underarter finns listade i Catalogue of Life.